# Die sieben Worte Jesu Christi am Kreuz (Schütz)
Die sieben Worte Jesu Christi am Kreuz (SWV 478) ist ein von Heinrich Schütz komponiertes geistliches Chorwerk über die Sieben Letzten Worte Jesu. Der vollständige Originaltitel lautet: Sieben Worte unseres lieben Erlösers und Seeligmachers Jesu Christi so Er am Stamm des Heil: Creutzes gesprochen, ganz beweglich gesetzt von Her Heinrich Schütz.
Die Entstehungszeit ist nicht genau datierbar, wird aber in Schützbiographien um 1645 angenommen. Liturgisch ist es eine „Lesungsmusik zur Begehung der Todesstunde Jesu am Karfreitag“.

## Aufbau
Das Werk hat ein fünfteiliges symmetrisches Formschema:
Introitus – Sinfonia – Die sieben Worte – Sinfonia – Conclusio
Die Sieben Worte bilden also das Kernstück des Werks, umrahmt von der instrumentalen Sinfonia (beide Male tongleich) sowie einem Anfangs- (Introitus) und einem Schlusschor (Conclusio).

## Der Text
Introitus und Conclusio bilden die erste und letzte Strophe des vorreformatorischen Passionsliedes „Da Jesus an dem Kreuze stund“ aus dem 15. Jahrhundert. Ansonsten beschränkt sich Schütz auf den biblischen Prosatext aus den Evangelien nach Matthäus, Lukas und Johannes.

### Introitus
Da Jesus an dem Kreuze stund

und ihm sein Leichnam ward verwundt

so gar mit bitterm Schmerzen,

die sieben Wort’, die Jesus sprach,

betracht in deinem Herzen.

### 1. Wort
Evangelist (Altus)
Und es war um die dritte Stunde, da sie Jesum kreuzigten. Er aber sprach:
Jesus
Vater, vergib ihnen, denn sie wissen nicht, was sie tun!

### 2. Wort
Evangelist (Tenor 1)
Es stand aber bei dem Kreuze Jesu seine Mutter und seiner Mutter Schwester, Maria, Chleophas Weib, und Maria Magdalena. Da nun Jesus seine Mutter sahe und den Jünger dabei stehen, den er liebhatte, sprach er zu seiner Mutter:
Jesus
Weib, siehe, das ist dein Sohn!
Evangelist
Darnach spricht er zu dem Jünger:
Jesus
Johannes, siehe, das ist deine Mutter!
Evangelist
Und von Stund an nahm sie der Jünger zu sich.

### 3. Wort
Evangelist (Sopran)
Aber der Übeltäter einer, die da gehenkt waren, lästert’ ihn und sprach:
Schächer zur Linken (Altus)
Bist du Christus, so hilf dir selbst und uns!
Evangelist
Da antwortete der ander, strafte ihn und sprach:
Schächer zur Rechten (Bass)
Und du fürchtest dich auch nicht vor Gott, der du doch in gleicher Verdammnis bist? Und zwar wir sind billig darinnen, denn wir empfangen, was unsere Taten wert sind; dieser aber hat nichts Ungerechtes gehandelt.
Evangelist
Und sprach zu Jesu:
Schächer zur Rechten
Herr, gedenke an mich, wenn du in dein Reich kommst!
Evangelist
Und Jesus sprach:
Jesus
Wahrlich, ich sage dir: Heute wirst du mit mir im Paradies sein.

### 4. Wort
Evangelist (Sopran, Altus, Tenor 1, Bass)
Und um die neunte Stunde schrie Jesus laut und sprach:
Jesus
Eli, Eli, lama asabthani?
Evangelist
Das ist verdolmetschet:
Jesus
Mein Gott, mein Gott, warum hast du mich verlassen?

### 5.Wort
Evangelist (Altus)
Darnach als Jesus wusste, dass schon alles vollbracht war, dass die Schrift erfüllet würde, sprach er:
Jesus
Mich dürstet!

### 6. Wort
Evangelist (Tenor 1)
Und einer von den Kriegesknechten lief bald hin, nahm einen Schwamm und füllte ihn mit Essig und Ysopen und steckte ihn auf ein Rohr und hielt ihn dar zum Munde und tränkte ihn. Da nun Jesus den Essig genommen hatte, sprach er:
Jesus
Es ist vollbracht!

### 7. Wort
Evangelist (Tenor 1)
Und abermal rief Jesus laut und sprach:
Jesus
Vater, ich befehle meinen Geist in deine Hände!
Evangelist (Sopran, Altus, Tenor 1, Bass)
Und als er das gesagt hatte, neiget er das Haupt und gab seinen Geist auf.

### Conclusio
Wer Gottes Marter in Ehren hat

und oft gedenkt der sieben Wort,

des will Gott gar eben pflegen,

wohl hie auf Erd mit seiner Gnad,

und dort in dem ewigen Leben.

## Besetzung
Den Klangkörper für Anfangs- und Schlusschor bilden fünf „Favorit-Sänger“, also ein solistisch besetzter Chor, ad libitum mit „Capell-Chor“ ergänzt, in den Stimmlagen:
- Cantus (Sopran)
- Altus
- Tenor 1
- Tenor 2
- Bassus

sowie ein Continuus als Begleitung.
Die Besetzung der instrumentalen Sinfonia hat Schütz lediglich in den Stimmlagen festgelegt, ohne konkrete Instrumente vorzugeben:
- Vox suprema instrumentalis
- Altus instrumentalis
- Tenor instrumentalis 1
- Tenor instrumentalis 2
- Bassus instrumentalis
- Continuus

Häufig werden die Stimmen mit Streichern besetzt, denkbar wären aber auch Blasinstrumente wie Zinken, Posaunen oder Blockflöten, oder auch gemischte Besetzungen.
Die Christusworte werden durchgehend vom 2. Tenor gesungen und jeweils von einem Diskant- und einem Altinstrument kontrapunktisch sowie einem Basso Continuo begleitet. Ungewöhnlich ist, dass die Rolle des Evangelisten (für die Anführungstexte neben der direkten Rede) zwischen den „Worten“ auf vier Solisten verteilt und an zwei Stellen sogar vierstimmig ausgeführt ist.